# Aldrig ensam (film)
Aldrig ensam (finska: Ei koskaan yksin) är en finländsk historisk dramafilm från 2024. Filmen är regisserad av Klaus Härö efter ett manus skrivet av Härö och Jimmy Karlsson.
Filmen premiärvisades på Tallinn Black Nights Film Festival i november 2024 och hade biopremiär i Finland den 17 januari 2025.

## Handling
Filmen utspelar sig i Helsingfors 1942 och kretsar kring den finländska-judiska affärsmannen Abraham Stiller som gör sitt yttersta för att rädda de judar som blivit tillfångatagna av Stapo.

## Rollista (i urval)
- Ville Virtanen – Abraham Stiller
- Kari Hietalahti – Arno Anthoni
- Rony Herman – Georg Kollman
- Naemi Latzer – Janka Kollman
- Nina Hukkinen – Vera Stiller
- Peter Kanerva – Aarne Kauhanen
- Hannu-Pekka Björkman – Väinö Tanner
- Carl-Kristian Rundman – Toivo Horelli